# Der Vogel und die Löwin
Der Vogel und die Löwin (Originaltitel: Kuş Uçuşu) ist eine türkische Drama-Serie, die von Ay Yapım umgesetzt wurde.

## Inhalt
Aslı Tuna möchte ihren Traum erfüllen, denn sie möchte die angesehenste Reporterin ihres Landes werden. Eines Tages ergattert sie ein Praktikum bei einem Nachrichtensender, wo auch die Starmoderatorin Lale Kıran arbeitet. Lale zeigt bei der Praktikantin wenig Begeisterung. Aslı hat sich das Ziel gesetzt, die Nachfolgerin von Lale zu werden. Schon bald merkt die Starmoderatorin, dass von Aslı eine Gefahr ausgeht und möchte dies verhindern.

## Besetzung und Synchronisation
Die deutschsprachige Synchronisation entstand nach dem Dialogbuch von Luisa Buresch und Theo Plakoudakis sowie unter der Dialogregie von Boris Tessmann durch die Synchronfirma Interopa Film GmbH.
| Rolle        | Schauspieler       | Synchronsprecher     |
| ------------ | ------------------ | -------------------- |
| Lale Kıran   | Birce Akalay       | Melanie Hinze        |
| Aslı Tuna    | Miray Daner        | Jodie Blank          |
| Kenan Sezgin | İbrahim Çelikkol   | Boris Tessmann       |
| Selim Kıran  | Burak Yamantürk    | Alexander Doering    |
| Müge Türkmen | İrem Sak           | Nurcan Özdemir       |
| Gül Simin    | Defne Kayalar      | Aline Staskowiak     |
| Mila         | Merve Nil Güder    | Finja Heerda         |
| Volkan       | Sinan Aktezcan     | Tino Mewes           |
| Melisa       | Elif Kurtuaran     | Annabell Tanfal      |
| Nunu         | Ertan Ekmekçi      | Hanns Jörg Krumpholz |
| Nuri         | Ali Seçkiner Alıcı | Tim Moeseritz        |

## Veröffentlichung
Regie führten Deniz Yorulmazer und Koray Kerimoğlu. Der Produzent war Kerem Çatay. Das Drehbuch schrieb Meriç Acemi und die Musik komponierte Toygar Işıklı.
Die Serie wurde am 3. Juni 2022 weltweit auf Netflix veröffentlicht. In den Hauptrollen spielen Birce Akalay, Miray Daner, İbrahim Çelikkol, Burak Yamantürk, İrem Sak und Defne Kayalar. Die zweite Staffel wurde am 14. Dezember 2023 auf Netflix hinzugefügt.

## Episodenliste
| Nr.                                                                                | Deutscher Titel | Originaltitel |
| ---------------------------------------------------------------------------------- | --------------- | ------------- |
| 1                                                                                  | Folge 1         | 1. Bölüm      |
| 2                                                                                  | Folge 2         | 2. Bölüm      |
| 3                                                                                  | Folge 3         | 3. Bölüm      |
| 4                                                                                  | Folge 4         | 4. Bölüm      |
| 5                                                                                  | Folge 5         | 5. Bölüm      |
| 6                                                                                  | Folge 6         | 6. Bölüm      |
| 7                                                                                  | Folge 7         | 7. Bölüm      |
| 8                                                                                  | Folge 8         | 8. Bölüm      |
| Am 22. Juni 2022 wurden alle Folgen der ersten Staffel bei Netflix veröffentlicht. |                 |               |